# Светислав Басара
Светислав Басара (Бајина Башта, 21. децембар 1953) српски је књижевник и колумниста. Аутор је више од четрдесет књижевних дела: романа, збирки приповедака, драма и есеја. Од фебруара 2022. године је аутор и водитељ телевизијске емисије Црвени картон.

## Биографија
Светислав Басара је рођен 21. децембра 1953. у Бајиној Башти. Његову мајку Добрилу као девојчицу су усвојили Светислав и Зорка Веизовић, па је по деди добио име.Отац Светислава Басаре је непознат.
Добитник је више српских награда за књижевност, а његов роман Фама о бициклистима многи сматрају једним најбољих романа девете деценије 20. века.
Пре двадесет година, помислио сам, ништа ме није припремило за појаву Фаме о бициклистима. Басара је до тада објавио своје прве приче и романе, а ја сам у мојој збирци Фрас у шупи објавио причу „Светислав Басара интервјуише Самјуела Бекета за Трећи програм радио Београда“. Басарини рани романи указивали су на списатељску разиграност, на постмодернистичко поигравање садржајем и формом, на препуштање апсурду, што су све одлике типичне за Басарин прозни поступак, али ништа није наговештавало велики скок, велики прелет, који ће се одиграти објављивањем романа који ће постати још типичнији пример његове прозе. После појаве Фаме о бициклистима, слободно се тако може рећи, српска проза више није била иста, као што ни Басара више није био исти писац, као што ни ја нисам био исти читалац.— Давид Албахари
Драме су му извођене на многим сценама а књиге превођене на енглески, француски, немачки, мађарски, бугарски, италијански и македонски језик.
Басара је био амбасадор СР Југославије од 2001. до 2005. године на Кипру.
Био је колумниста дневних новина Данас, а од 2021. године пише колумне за Курир. Колумна му носи назив Фамозно. Од фебруара 2022. године је аутор и водитељ телевизијске емисије Црвени картон на Курир ТВ.
Из брака са Видом Црнчевић Басара, кћерком покојног Бране Црнчевића, има двоје деце, Тару и Рељу.

## Награде и признања
За роман Фама о бициклистима добио је Награду „Жељезаре Сисак”.
Добитник је „Нолитове награде” за књигу Монголски бедекер.
Роман Успон и пад Паркинсонове болести, у издању београдске издавачке куће „Дерета”, донео му је 2006. године Нинову награду за роман године, награду Народне библиотеке Србије за најбољу књигу од 25 најчитанијих у мрежи народних библиотека Србије у 2008. години и награду „Лаза Костић” 2007. године.
За роман Анђео атентата, који је објавила издавачка кућа „Лагуна”, добио је 2015. године награду Српског књижевног друштва „Биљана Јовановић” и награду „Исидора Секулић”.
Први је добитник награде Фонда „Борислав Пекић”.
Као колумниста „Данаса”, добио је 2010. године награду „Станислав Сташа Маринковић”.
Његов роман Мајн кампф ушао је у најужи избор за Нинову награду 2012. године, а 2021. године, за роман Контраендорфин, добија Нинову награду, по други пут, чиме постаје један од само пет писаца у историји награде који су је добили више пута.
Јуна 2022. добио је Награду „Драгиша Кашиковић”. Добитник је Награде „Тодор Манојловић” за 2022. годину.
Први је добитник регионалне књижевне награде „Ћамил Сијарић” за роман Рекапитулација-неми филм.

## Дела
- Приче у нестајању (1982)[18]
- (1985)[19]
- Кинеско писмо (1985)[20]
- Напукло огледало (1986)[21]
- На ивици (1987)[22]
- Фама о бициклистима (1987)[2]
- Феномени (1989)[23]
- На Граловом трагу (1990; наставак Фаме о бициклистима)[24]
- Монголски бедекер (1992)[25]
- Тамна страна месеца (1992)[26]
- (1993)[27]
- Дрво историје (1995)[28]
- Уклета земља (1995)[29]
- Виртуална кабала (1996)[30]
- : mанично-параноична историја српске књижевности у периоду 1979—1990. године (1997)[31]
- Света маст: манично-параноичне историје српске књижевности у периоду 1979—1990. године (1998)[32]
- Вучји брлог (1998)[33]
- Идеологија хелиоцентризма (1999)[34]
- Машине илузија (2000)[35]
- Краткодневица (2000)[36]
- Џон Б. Малкович (2001)[37]
- Бумеранг: Оксиморон (2001)[38]
- Срце Земље (2004)[39]
- Фантомски бол (2005)[40]
- Успон и пад Паркинсонове болести (2006)[41]
- Изгубљен у самопослузи (2008)[42]
- Мајмуноописаније (2008)[43]
- Дневник Марте Коен (2008)[44]
- Дрво историје и други есеји  (2008)[45]
- Нова страдија (2009)[46]
- Фундаментализам дебилитета (2009)[47]
- Ерос, гирос и Танатос (2010)[48]
- Почетак буне против дахија (2010)[49]
- Тајна историја Бајине Баште (2010)[50]
- (2011)[51]
- Дуговечност (2012)[52]
- Гнусоба (2013)[53]
- Тушта и тма (2014) — књига писама са Миљенком Јерговићем[54]
- Анђео атентата (2015)[55]
- Други круг (2015) — друга књига писама са Миљенком Јерговићем[56]
- Очај од нане (2016)[57]
- Андрићева лествица ужаса (2016)[58]
- Нова српска трилогија (2017)[59]
- Пушачи црвеног бана (2017)[60]
- Атлас псеудомитологије (2018)[61]
- Контраендорфин (2020)[62]
- Ствар духа : записи о сликарству (2021)[63][64]
- Рекапитулација: неми филм (2023)[65]
- Minority Report — podcast (2024)[17][66][67]